# Ollagüe (Vulkan)

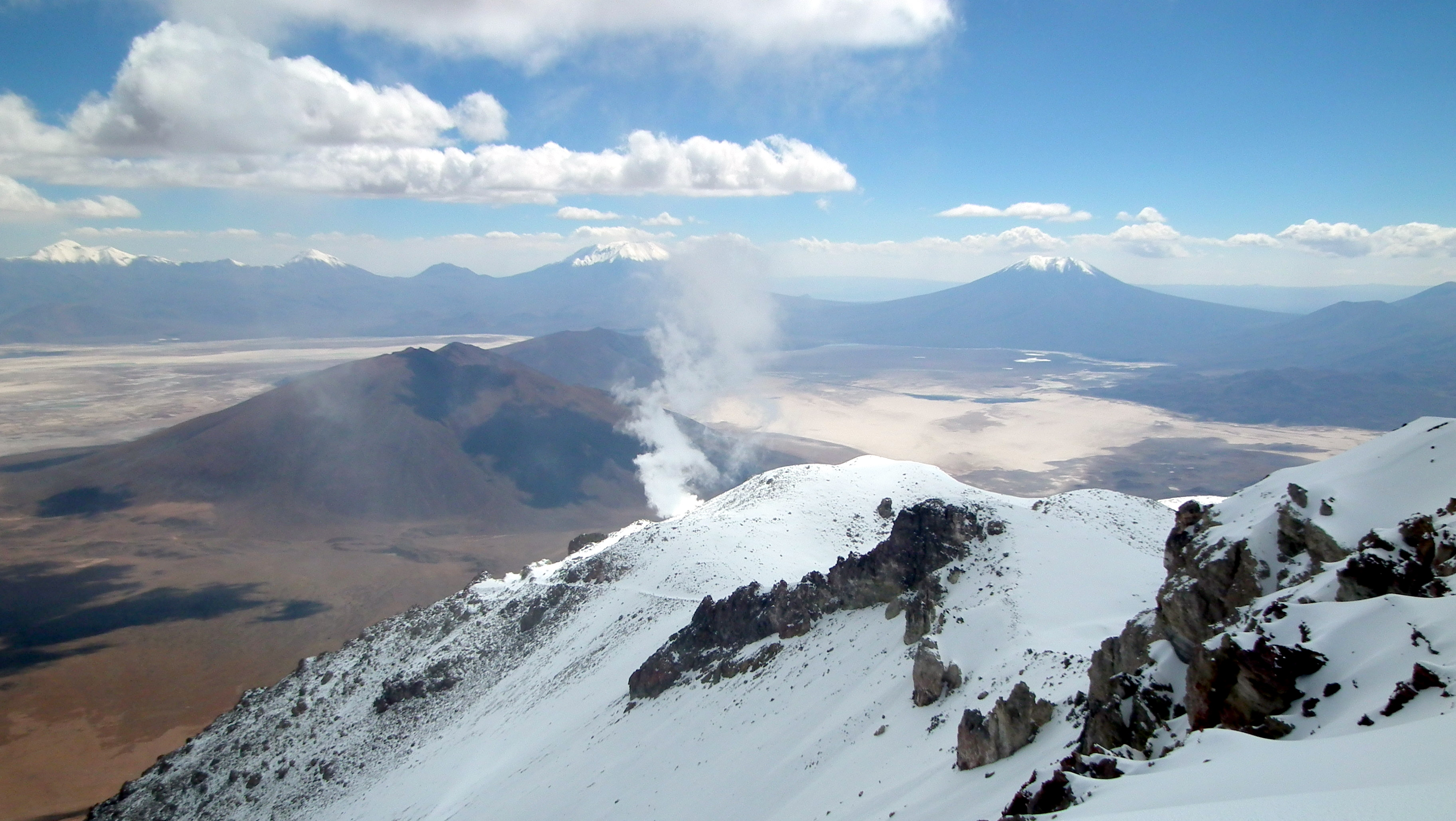
Gipfel des Ollagüe mit Blick auf die Fumarole und nach Chile mit dem Vulkan Palpana

Panoramablick

Der Ollagüe, auch bekannt als Oyahué, ist ein aktiver Vulkan in den Anden. Er befindet sich auf der Grenze zwischen Bolivien und Chile, in dem Departamento Potosí in Bolivien und der Región de Antofagasta in Chile. Seine Höhe beträgt 5870 Meter. 
Über der Südseite des Gipfels steht häufig eine weithin sichtbare Dampfwolke aus Fumarolen.
Die nächsten Orte sind der gleichnamige chilenische Grenzort Ollagüe bzw. der etwa fünf Kilometer von ihm entfernte Ort Buenaventura in Chile sowie der Ort Avaroa in Bolivien.

## Bergbau
Unmittelbar unter dem Gipfel wurde seit dem Beginn des zwanzigsten Jahrhunderts bis 1976 Schwefel abgebaut. In der Westflanke des Vulkans geht eine Straße von Buenaventura bis auf eine Höhe von 5672 m. An dieser Straße sieht man in 4292 m Höhe ein ehemaliges Bergarbeiter-Camp. Eine andere Straße führt direkt von Buenaventura von Westen her in die Südflanke und dort bis auf 5500 m Höhe. An dieser Straße wurde in 4718 m Höhe eine größere Arbeitsfläche eingerichtet. Eine weitere Straße führt auf der bolivianischen Seite von der Eisenbahn in der Nähe des Ortes Avaroa über die Ostseite des Vulkans in seine Südflanke bis auf eine Höhe von 5494 m. In der Südflanke gibt es eine Verbindung zwischen den beiden letztgenannten Straßen.
Im Bergbau wurden praktisch nur Quechua-Indios aus Bolivien oder Peru beschäftigt, da nur diese an Arbeit in solchen Höhen gewohnt waren. Die Fa. Biorlando hatte meist 80 Leute an dem Vulkan im Einsatz.

## Materialseilbahn
Von dem auf 3719 m Höhe liegenden Buenaventura ging eine Materialseilbahn zu einer am Rand der Südflanke liegenden Bergstation in 4717 m Höhe, überwand also einen Höhenunterschied von rund 1000 m. Die Reste der Bergstation, einer etwa auf halbem Wege liegenden Mittelstation und der Seilbahntrasse sind noch erkennbar. Die 11 km lange Seilbahn diente in erster Linie dem Abtransport des Schwefels. 1948 wurde die Seilbahn durch Lkws ersetzt, die direkt bis zu den Grabungsstellen fahren konnten.